# Diadora
A Diadora (saját írásmódban kisbetűvel diadora) egy olasz sportszergyártó vállalat, melynek székhelye a Veneto régióban lévő Caerano di San Marcoban található, a Geox leányvállalata. A céget 1948-ban alapította Marcello Danieli olasz cipész. Termékpalettájához labdarúgó- és atlétikai cipők, ruházati cikkek (pólók, kapucnis pulóverek, kabátok, sztreccsnadrágok, melegítők, rövidnadrágok és kompressziós felszerelések), továbbá munkavédelmi felszerelések tartoznak. A Diadora focilabdákat is forgalmaz az Egyesült Államok piacán.
A Diadora szállította a mezeket 1986 és 1994 között az olasz labdarúgó válogatott számára. Harminc éves szünet után 2021-ben ismét futócipők gyártásába kezdett.

## Története
Veneto régió hegyek előtti térsége Olaszországban ismert a cipőkészítéséről, aminek erőteljes itteni meghonosodása az első világháborúra vezethető vissza, amikor a közel húzódó frontvonal számos cipészetet vonzott a katonaság igényeinek kielégítésére. A cipőkészítés a háború után évtizedekben is megmaradt a térségben és folyamatosan fejlődött, specializálódott különféle lábbelik elkészítésére.

### Marcello Danieli cégalapítása
Ilyen előzményekkel alapította meg a cipőkészítő vállalkozását 1948-ban Marcello Danieli Caerano di San Marcóban. A cipész végzettségű, fiatal korától a kereskedelemben dolgozó Danieli – akit Ottaviónak is neveztek, mivel legkisebb volt a nyolc fiútestvér közül a családban – a felesége és egy barátja, Rinaldo Menegon segítségével kisipari termelésbe fogott. Először mezei munkások és favágók számára készített lábbeliket. Ekkor még nem volt meg a márkanév és a cipőkhöz való bőrt Toscanában vették meg. Danieli vándorolva kínálta eladásra a termékeit és néhány éven belül a cipőüzeme ismert lett a minőségéről, előbb Venetóban, majd szerte Olaszországban.
Danieli a cégének a Diadora nevet egy munkatársának sugallatára adta. Így nevezték a bizánci görögök a dalmát Zára (Zadar) városát, aminek eredeti latin (dalmát) neve Iader volt és a „de Iader” (iaderi) szóösszetételt félreolvasva írták „Diadora” alakban. Zárából származott Danieli munkatársa is, akinek a második világháborút követően el kellett menekülnie, miután a várost Jugoszlávia kapta meg és az őslakos olaszokat elűzték innen. Egyes vélemények szerint az elnevezés az 1898-ban Zárában alapított Circolo Canottieri Diadora sportegyesületre utal, amit 1962-ben alapítottak újra Lido di Venezia szigetén a várost elhagyni kényszerülő olaszok. 
1967 januárjában a társak különváltak és ekkor alakult meg a Diadora Cipőgyár. A 60-as évek óta tapasztalható növekvő jólét és fejlődés idején a Diadora be tudott szerezni új gépeket és amerikai gyártási szabadalmakat, mint amilyen például a fröccsöntési technika volt. Ennek köszönhetően a Diadora igazi üzemet rendezhetett be és jelentős ipari mértékű termelést folytathatott, de emellett megőrizte a magas minőségbeli színvonalat, ami országos hírű volt. A hatvanas években Olaszországban egyre nagyobb figyelem fordult a sportok felé, ezért a Diadora is túracipők és hegymászóbakancsok mellett futócipők, síbakancsok és Aprés-sí-bakancsok gyártásába kezdett.

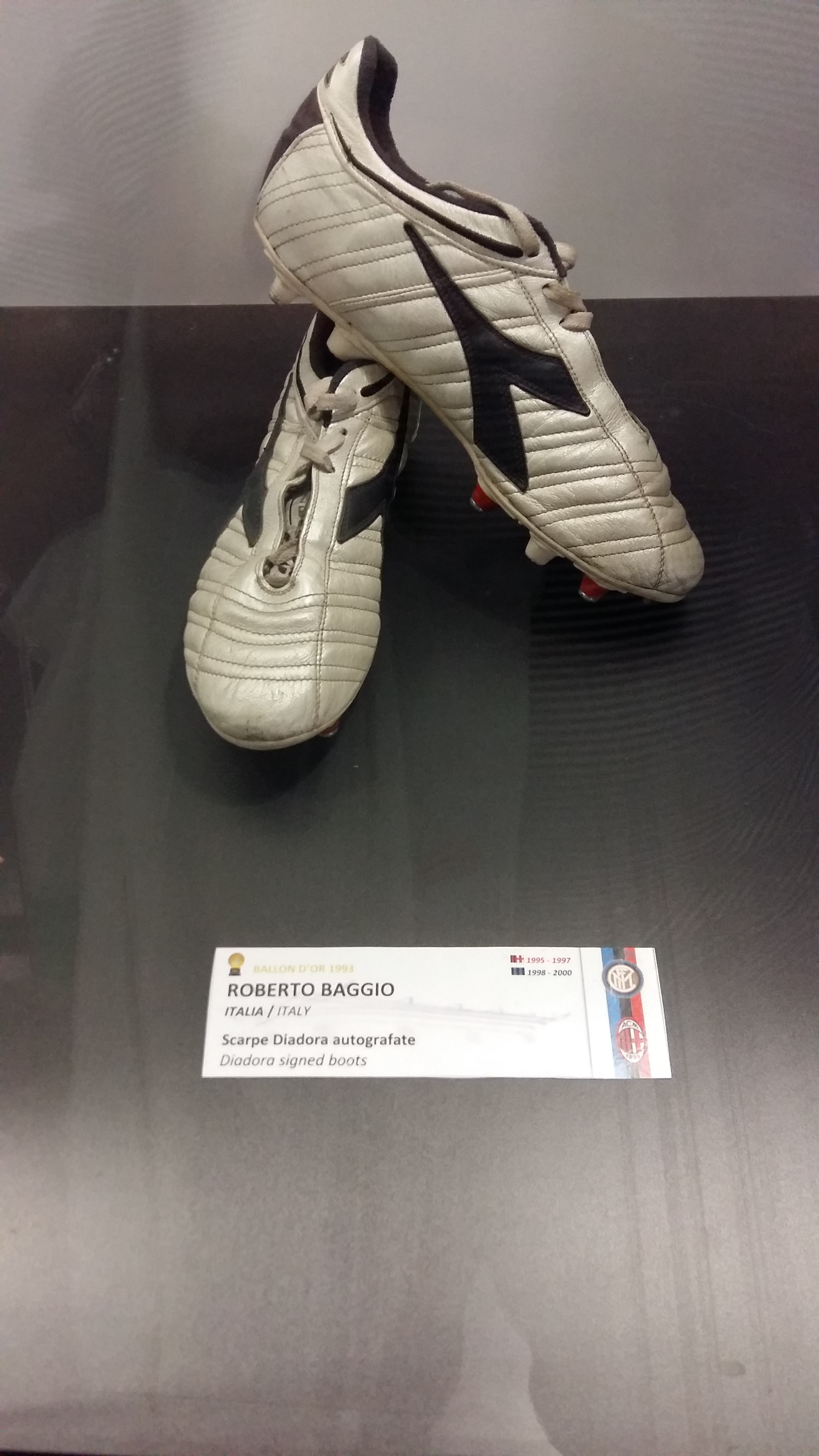
Az 1993-ban aranylabdás Roberto Baggio egy pár cipője a „szárnyas nyilakkal”

Az 1970-es évek közepén kezdett a cég labdarúgócipők gyártásába Roberto Bettega közreműködésével, aki konzultációs segítséget nyújtott ehhez. Az USA piacán a Diadora lett a harmadik legnagyobb piaci szereplő a labdarúgófelszerelések terén. Hamarosan teniszfelszereléseket is gyártani kezdtek és kizárólagos megállapodást kötöttek Björn Borggal. A legismertebb Diadorában játszó teniszezők közé tartozott Gastón Gaudio, David Sánchez, Boris Becker. Az 1970-es években a technológia fejlesztésében segítették még Guillermo Villas és Martin Mulligan atléták a Diadorát. Ebben az évtizedben és főleg az 1976. évi nyári olimpiai játékokon Montrealban a márkajelzés (előbb az olimpiára utaló öt sötét kör, majd 1973-tól a „szárnyas nyíl”) ismert teniszezők, futballisták (Roberto Bettega, Marco Tardelli, Walter Zenga és Giuseppe Gentile), majd a könnyűatlétikai versenyzők (Gabriella Dorio, Ben Johnson) szponzorációjával hívta fel magára a figyelmet. Ezekkel szponzorációkkal a Diadora a nemzetközi porondra lépett és a termelés meghaladta az évi hárommillió pár cipőt, amiket 45 országban több mint 3500 helyen értékesítettek. A cégnél dolgozott Marcello Danieli három fia is, Roberto, Pierluigi és Diego. A Diadorának köszönhetően született meg a teniszcipők divatja, melyet a teniszpályákon kívül alkalmi cipőkként is széles körben hordani kezdtek.
Az 1980-as években megtörtént a sportágak szponzorációjának diverzifikációja, melyekhez a kosárlabda, a röplabda, az ökölvívás, a vívás, az autóversenyzés, a motorversenyzés, a kerékpározás és az öttusa tartozott, de mindenekelőtt az ekkor kezdődött milánói biomérnöki központtal (Centro di Bioingegneria di Milano) való együttműködés hozott a Diadora számára nagy technikai innovációkat és úttörő anyagokat. A 80-as években Marco van Basten, az AC Milan sztárja lett a vállalat arca, aki számára külön modellt készítettek San Siro Van Basten névvel.
1986 és 1994 között az olasz labdarúgó válogatott mezbeszállítója volt. A csapat három világbajnokságon (1986, 1990, 1994) és egy Európa-bajnokságon szerepelt a dresszeiben. A Diadora szerződtetett labdarúgói voltak George Weah, Roberto Baggio (aki a márka fő szponzoráltja lett), Giuseppe Signori, Francesco Totti, Roy Keane és Antonio Cassano. A Diadora cipőit preferálta még Frank Rijkaard, Filippo Inzaghi, Felipe Melo, Christian Panucci, Kakhaber Kaladze, Christian Vieri, Martin Jørgensen is.  1997 és 2000, majd 2003 és 2007 között a hivatalos mezszállítója volt az AS Roma labdarúgócsapatának.
A vállalatnak 1997-ben az árbevétele 550 milliárd líra, az alkalmazottainak száma 650 fő volt. Az erőteljes fejlődés okozott némi nehézséget. 1998. június 30-án a táskáiról ismert torinói székhelyű Invicta vásárolta meg a Diadorát, majd fuzionált vele és annak trevisói központját tette meg közös székhelyül. 

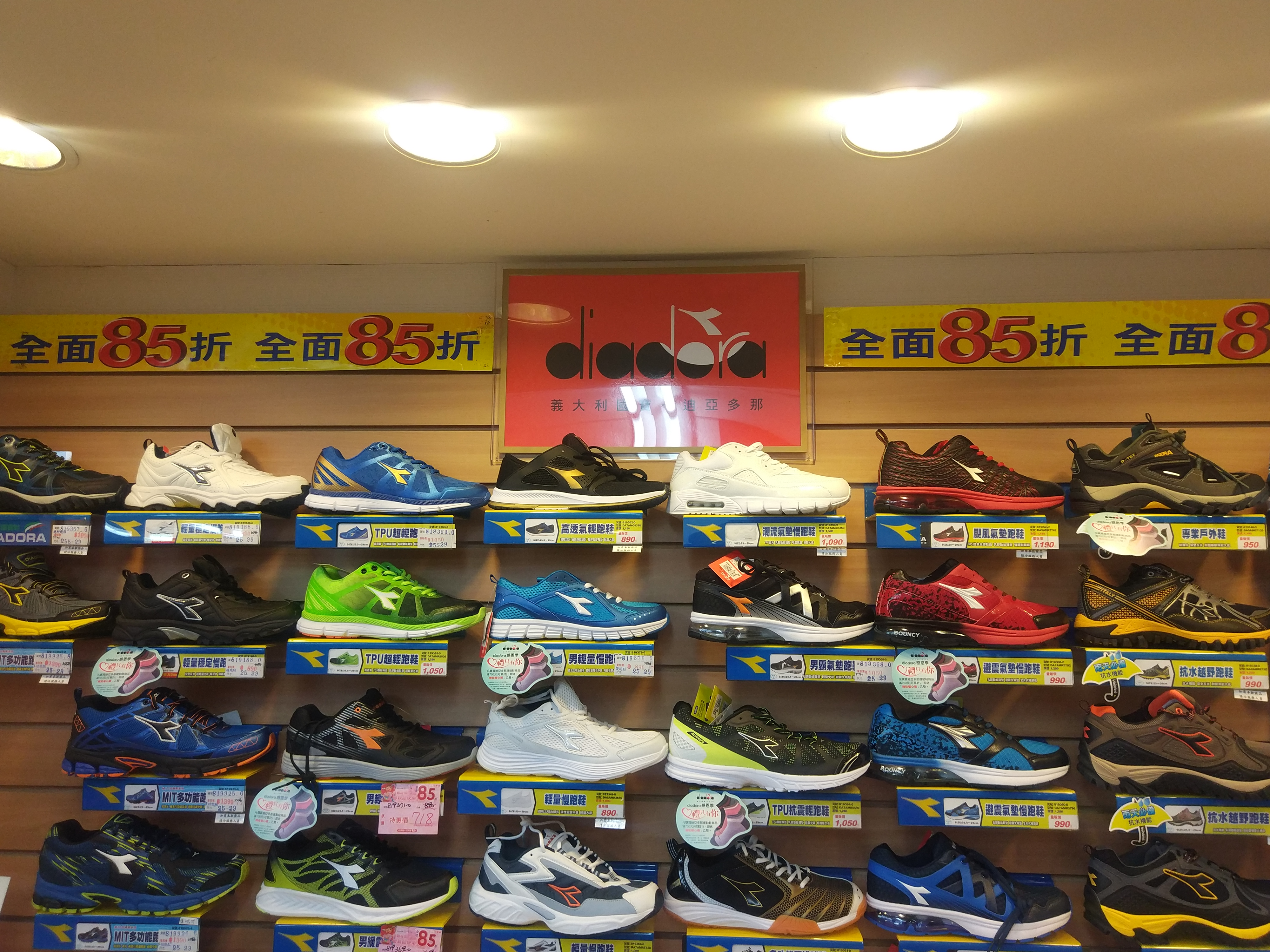
Diadora cipők nagy választéka egy távol-keleti üzletben

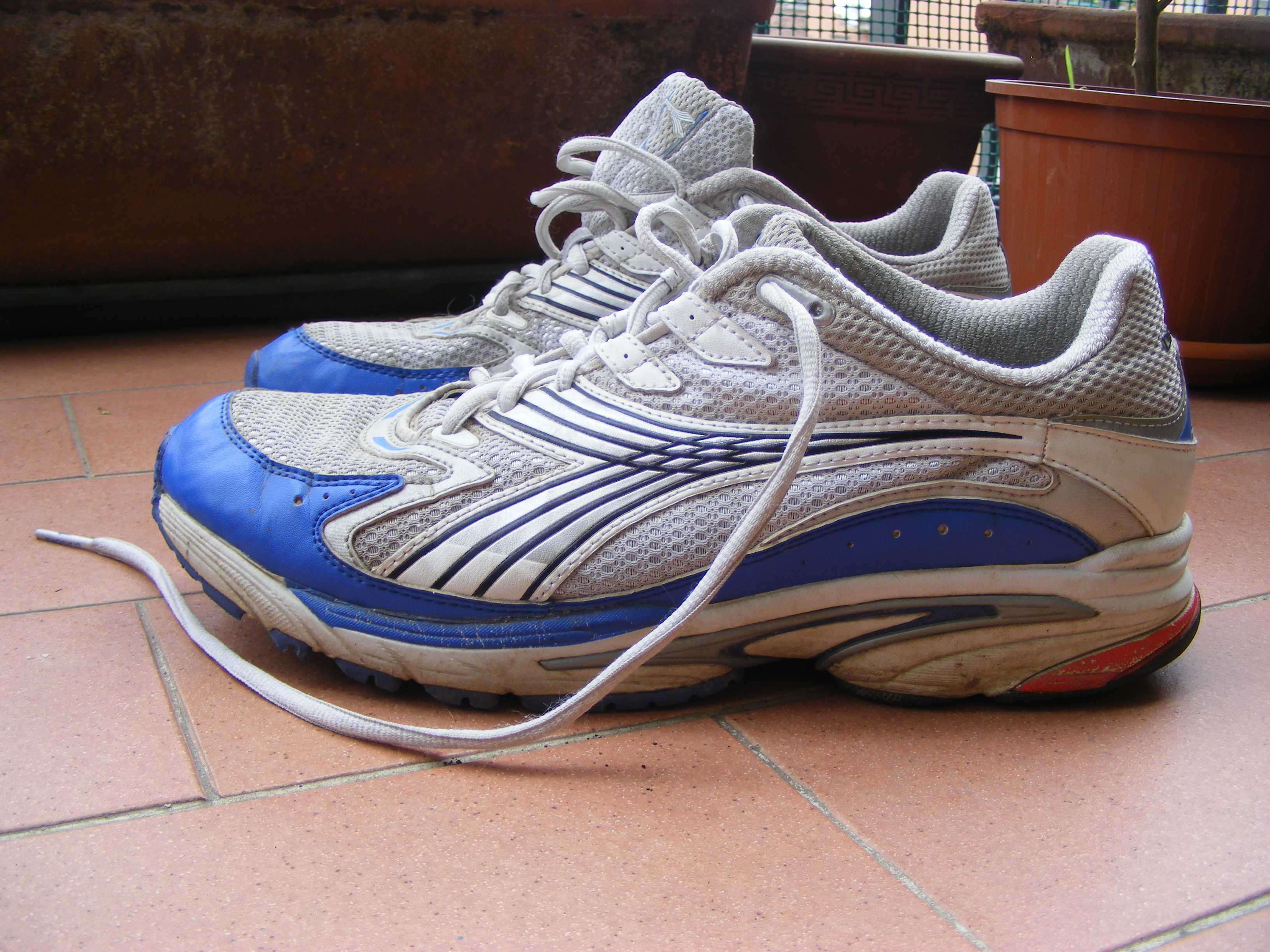
Diadora Mythos Axeler futócipő 2005-ből

2008-ban a Diadora SpA közös vállalkozást indította a Win Hanverky Holdings Limiteddel létrehozva egy új vállalatot, aminek Winor International Company Limited lett a neve és ami a Diadora márka Kínában, Hongkongban és Makaóban való gyártását, tervezését, reklámozását, terjesztését és eladását végzi.

### A Moretti Polegato család vezetése alatt
Az Invictával való fúzió csak rövid életű volt, mivel a csoport rossz gazdasági helyzete miatt az Invictát pár év múlva (2006) el kellett adni a Seven nevű vállalatnak, míg három évvel később (2009 júniusában) a Diadorát a csődgondnok a Moretti Polegato család holdingjának adta el, aki a montebellunai Geox részvényese volt. A Diadora így 100%-ban a Moretti Polegato család befektetési részlegéül szolgáló Lir tulajdonába került, ebből Mario Moretti Polegato 85%-ban, fia, Enrico Moretti Polegato 15%-ban részesedett. A Diadora vezetésével az ügyvéd végzettségű Enricót bízták meg. A vállalatot átszervezték, amivel a dolgozók számának csökkentése járt együtt. 2016-ban az akkor 34 éves Enrico bejelentette a szanálási eljárás befejeztét. 2016-ban a bevételek több mint 60%-át a hazai eladások tették ki, a 152 millió eurós bevétel 18,4%-os növekedést jelentett.
2020. szeptember 8-án a Geox csődöt jelentett Kanadában.
2020 óta a Diadora számos labdarúgóegyesületet szponzorált és mezeket szállított a norvég Viking FK és FK Bodø/Glimt,[forrás?] valamint az indiai Rangdajied Unitednek. A 2021-22-es szezonban Kanadában a Dynamo de Candiac Club szponzorálásába kezdett. A 2022-23-as szezontól a török Szuper Ligában (Süper Lig) a Bursaspor és a Giresunspor szponzora lett, valamint a Mağusa Türk Gücüé Észak-Cipruson. 2022-23-tól a dán első osztályú bajnokságban is képviselteti magát a Helsingør és a Vendsyssel mezbeszállítójaként. 2022 márciusában a WTA-nál 10-ikként rangsorolt Martina Trevisan lett a márka nagykövete. 2023-ban az argentin Vélez Sarsfield szponzora lett.
2019 végétől az Olasz Játékvezetők Szövetségének (Associazione Italiana Arbitri) technikai szponzora lett.
A Diadora a kerékpározásban mindig is masszívan jelen volt, többek között szponzorálták Cadel Evans, Francesco Moser, Cameron Wurf, Gianni Bugno, Laurent Fignon, Danilo Di Luca és Damiano Cunego versenyzőket. 2021-től Olaszországban is nagyobb szerepet vállalt a Ducati motorversenyző részlegével (Ducati Corse) kötött új szerződés révén, ezzel több éves kihagyás után tért vissza a motorsportba, kiemeltképpen a MotoGP-be és a Superbike-világbajnokságba.

### Utility Diadora

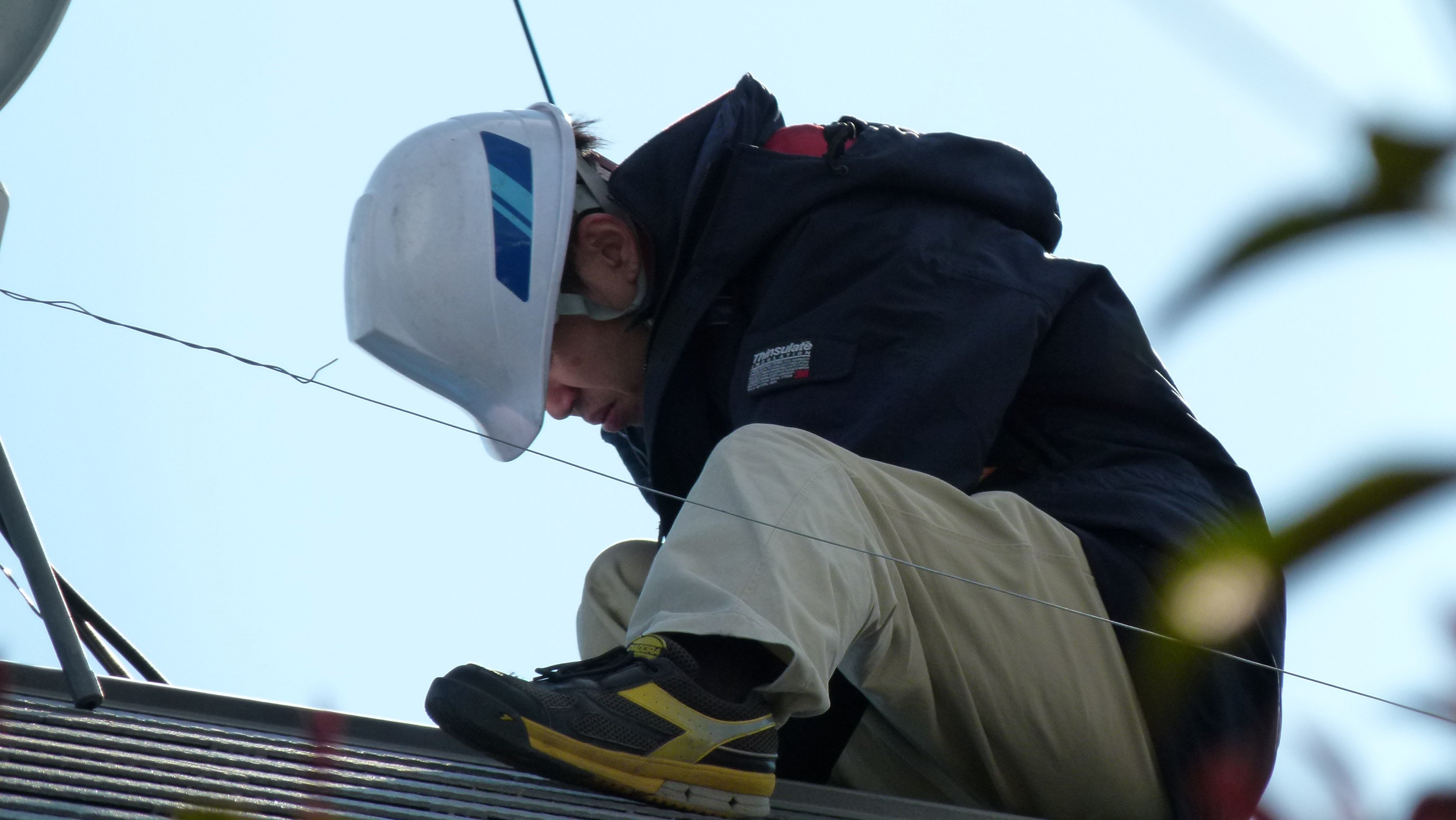
Napelemet szerelő munkás egy háztetőn Diadora munkavédelmi cipőben

1998-ban a sportszergyártásban szerzett tapasztalatait felhasználva a Diadora visszatért a gyökereihez és munkavédelmi lábbelik és öltözetek gyártásába kezdett, amihez külön részleget hoztak létre Utility Diadora névvel. A 21. század elejére az egyik legmeghatározóbb cégnek számít ezen a területen.

## Logó

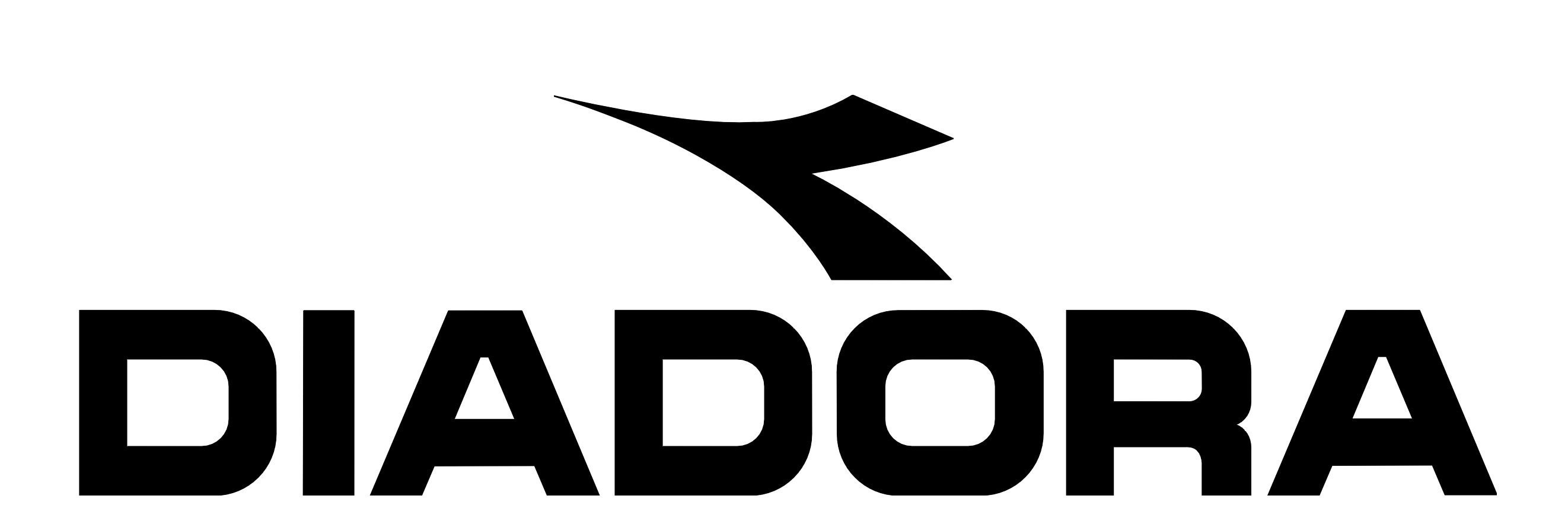
Az 1973-as logó

Az 1972-ben megalkotott logó az „öt gömbös” (cinque palle) nevet kapta, mivel a kisbetűkkel kiírva a d, a, d, o, a kitöltött gömbjei az olimpiák ötkarikáját voltak hivatottak szimbolizálni. Az 1973-ban bevezetett újabb logón nagybetűkkel és jóval vastagabban szerepel a DIADORA felirat, ami fölé egy „záródísz” került, amit Sergio Gallina, a cég egyik korábbi dolgozója tervezett és ami szintén a vállalat logójává vált később. 2018-ban a Diadora 70. születésnapját megünnepelendő az 1973-as logó is ismét használatba került.

## A vállalatot ért kritikák

### Munkahelyi körülmények
A Guida al vestire critico szerint „a Diadora a termékeinek egy részét kínai, mianmari és vietnámi alvállalkozóktól szerzi be, olyan országokból, melyek betiltanak mindenféle szakszervezeti szabadságot”. Ez a forrás azt állítja, hogy „2001-ben az indonéziai PT Istana Garmindo Jaya gyárban, mely különböző európai vállalkozásoknak folytatott termelést, köztük […] a Diadórának, kirúgtak egy szakszervezeti vezetőt. […] a munkások tüntetésekbe kezdtek követelve, hogy a szakszervezeti vezetőt vegyék vissza, de ezt az igazgatóság megtagadta.”

### 2004-es reklámfilm-botrány
2004-ben a Diadora egy olyan reklámfilmet tett közzé, amiben a bradfordi Valley-Parade stadionkatasztrófa képei is feltűntek. Az 1986-os tragédia során a kilátón keletkezett tűzvész miatt 56 ember életét veszítette és 256 megsebesült. A hirdetés mottója „a világnak többet kell játszania” avagy (más internetes felületeken) „90 perc játék jobb mint egy perc gyászszünet” volt. A hirdetést nagy megbotránkozással fogadták, ezért a Diadora megszakította a reklám Európa-szerte való sugárzását és a reklámfilm elkészítésével megbízott ügynökségre hárította a felelősséget a sértő képsorok megjelenítéséért. Ezután a sportszergyártó által szponzorált Bradford City felmondta a szponzori szerződést

## Fordítás
- Ez a szócikk részben vagy egészben  a   Diadora című angol Wikipédia-szócikk ezen változatának fordításán alapul.  Az eredeti cikk szerkesztőit annak laptörténete sorolja fel. Ez a jelzés csupán a megfogalmazás eredetét és a szerzői jogokat jelzi, nem szolgál a cikkben szereplő információk forrásmegjelöléseként.
- Ez a szócikk részben vagy egészben  a   Diadora című német Wikipédia-szócikk ezen változatának fordításán alapul.  Az eredeti cikk szerkesztőit annak laptörténete sorolja fel. Ez a jelzés csupán a megfogalmazás eredetét és a szerzői jogokat jelzi, nem szolgál a cikkben szereplő információk forrásmegjelöléseként.
- Ez a szócikk részben vagy egészben  a   Diadora című olasz Wikipédia-szócikk ezen változatának fordításán alapul.  Az eredeti cikk szerkesztőit annak laptörténete sorolja fel. Ez a jelzés csupán a megfogalmazás eredetét és a szerzői jogokat jelzi, nem szolgál a cikkben szereplő információk forrásmegjelöléseként.

## Forrás
- Gian Paolo Ormezzano, Scarpe Diem. Cinquant'anni della Diadora dei Danieli, Montebelluna, Edizioni Zanetti, 2012. ISBN 88-9789-117-9